# Walter Jänicke
Walter Jänicke (* 21. Januar 1952) ist ein ehemaliger deutscher Fußballtorwart. In der DDR-Oberliga, der höchsten Spielklasse im DDR-Fußball, spielte er in den 1970er und 1980er Jahren für den Halleschen FC Chemie und die BSG Motor Suhl.

## Sportliche Laufbahn
Bis 1970 stand Walter Jänicke im Tor der Hallenser Betriebssportgemeinschaft (BSG) Lokomotive, mit der er zuletzt in der viertklassigen Bezirksklasse Halle spielte. Mit Beginn der Saison 1970/71 wechselte er zum regionalen Fußballschwerpunkt, dem Halleschen FC Chemie (HFC). Dort wurde der nur 1,78 m große Torwart der zweiten Mannschaft zugeordnet, die in der zweitklassigen DDR-Liga vertreten war. Von den 30 ausgetragenen Ligaspielen bestritt Jänicke 1970/71 20 Begegnungen. Daneben wurde er am Saisonende in den letzten vier Punktspielen der Oberligamannschaft eingesetzt. 1971/72 gehörte Jänicke erneut zum Aufgebot des HFC II und behielt dort mit 14 Einsätzen bei nunmehr 20 DDR-Liga-Spielen seinen Stammplatz. Da der Stammtorhüter der ersten Mannschaft, Helmut Brade, in dieser Spielzeit mehrfach ausfiel, vertrat ihn Jänicke in zehn Oberligaspielen. Auch 1972/73 musste Brade längere Zeit pausieren, sodass Jänicke in zwölf Oberligabegegnungen zum Zuge kam. Dadurch kam er in der zweiten Mannschaft nur sechsmal zum Einsatz. Am Ende der Saison musste die erste Mannschaft in die DDR-Liga absteigen, was zur Folge hatte, dass die zweite Mannschaft in die drittklassigen Bezirksliga zurückgestuft wurde. Der HFC schaffte umgehend die Rückkehr in die Oberliga, bei der Jänicke nur mit acht Einsätzen beteiligt war. In seiner fünften Saison beim HFC wurde Jänicke zwar für das Oberligateam nominiert, stand aber hinter Brade und dem Juniorennationalspieler Jürgen Pahl mit nur fünf Punktspieleinsätzen im Schatten. Da HFC II noch immer in der Bezirksliga vertreten war, spielte Jänicke 1974/75 die meiste Zeit drittklassig. 1975/76 war seine letzte Spielzeit beim HFC. Er gehörte nicht mehr zum Oberligakader und kam lediglich in zehn Punktspielen der zweiten Mannschaft zum Einsatz, die inzwischen wieder in die DDR-Liga aufgestiegen war.
Zur Saison 1976/77 wechselte Walter Jänicke zum DDR-Ligisten Motor Suhl. Auch dort war er zunächst hinter Klaus Müller nur die Nummer zwei im Tor und bestritt nur neun der 22 Ligaspiele. 1977/78 gelang es ihm, mit dreizehn Punktspieleinsätzen an Müller (9) vorbeizuziehen. Nachdem Jänicke zu Beginn der Spielzeit 1978/79 bei den ersten sechs Punktspielen im Tor der BSG Motor gestanden hatte, wurde er für 18 Monate zum Wehrdienst in der Nationalen Volksarmee eingezogen. Zu Beginn der Spielzeit 1980/81 war er wieder für Motor Suhl spielberechtigt und kam in zehn DDR-Liga-Spielen zum Einsatz. Motor wurde Staffelsieger und nahm an den Aufstiegsspielen zur Oberliga teil, schaffte den Aufstieg aber nicht. Jänicke war in vier der acht Qualifikationsspiele eingesetzt worden. In den folgenden drei Spielzeiten bestritt Jänicke 45 der 66 DDR-Liga-Spiele und nahm 1984 erneut an der Aufstiegsrunde teil. Wieder wurde er in vier Begegnungen eingesetzt und war mit insgesamt 16 Spielen am Aufstieg der Suhler Mannschaft beteiligt. In der Oberligasaison 1984/85 war Klaus Müller wieder absolut die Nummer eins im Tor von Motor Suhl, lediglich in zwei Oberligaspielen kam Jänicke zum Zuge. Suhl stieg bereits nach einem Jahr wieder in die DDR-Liga ab, und Jänicke blieb auch in den nächsten zwei Spielzeiten mit insgesamt drei Einsätzen nur Ersatztorhüter. Nach der Saison 1986/87 verabschiedete er sich vom Leistungssport und ließ seine Fußballerlaufbahn in der Bezirksliga bei der BSG Roboton Zella-Mehlis ausklingen. Zwischen 1970 und 1987 war er auf 34 Oberligaspiele und 150 Einsätze in der DDR-Liga gekommen.